# قوس (إله)

قَوْس (بالإدومية: 𐤒𐤅𐤎 قاوْس، ولاحقاً قُوس؛  بالعبرية: קוֹס قُوس) بالأكادية 𒋡𒍑 قَـ-ـوِش Qa-uš؛ (باليونانية: Kωζαι Kōzai) كان الإله القومي للأدوميين. لقد كان الموازي البنيوي الإدومي لليهوه. يظهر الاسم مرتين فقط في العهد القديم (بإهمال إشارة محتملة في نص تالف في سفر الأمثال)  ويظهر في سفر عزرا ونحميا كعنصر في اسم علم مركب، برقوس في إشارة إلى "أب" عائلة أو عشيرة ربما تكون من الأدوميين/الأدوميين.  ويرد الإله قوس كثيراً خارج الكتاب المقدس في الأسماء المركبة في الوثائق المستخرجة من الحفريات في إلفنتين، حيث عاش مزيج من العرب واليهود والأدوميين في ظل حامية فارسية في بلاد ما بين النهرين.

## الأصل والمعنى والعبادة
لا ترد كلمة "قوس" أبدًا بمفردها في التناخ اليهودي، ولكنها تظهر بشكل لا لبس فيه مرتين كعنصر في اسم علم في سفر عزرا 2:53 ونحميا 7:55 باسم برقوس، "ابن قوس". الاسم قوس نفسه قد يعني القوس. 
وجرت المطابقة بين قوس والإله قُزَح (رامي السهام) من آلهة شمال الجزيرة العربية، الذي كان يُعبد بوصفه جبلاً وإلهاً للطقس. ويبدو أن المطابقة تمت بسبب تشبه اسم الإله قوس من الإله العربي قوس قزح. 
ويبدو أن عبادة قوس كانت في الأصل في حسمى جنوب الأردن وشمال غرب الجزيرة العربية، حيث لا يزال جبل القوس يحمل هذا الاسم. وقد انضم الإله قوس إلى مجمع الآلهة الإدومي مبكراً في أول القرن الثامن قبل الميلاد ، ويقترح الباحث روز (M. Rose) أنه قبل مجيء قوس، ربما كان الإدوميون يعبدون يهوه. تشير السجلات المصرية المبكرة إلى اسم موضع يدعى يهوه في أرض الشاسو  - ثم هيمن قوس على يهوه وساد قوس عندما فقد الإدوميون استقلالهم تحت الحكم الفارسي، وربما كان ذلك للتعويض عن تدمير الاستقلال الوطني، وهي آلية دفاع مماثلة لتلك التي جرى بها تعزيز عبادة يهوه بعد سقوط المملكة اليهودية. يُوصف قوس بأنه "ملك" ويرتبط بالنور ويُعرف بأنه "جبار". توصف أعماله بأنها تلك التي "يزين فيها، ينتقم، يبارك، يختار (؟) يعطي". 

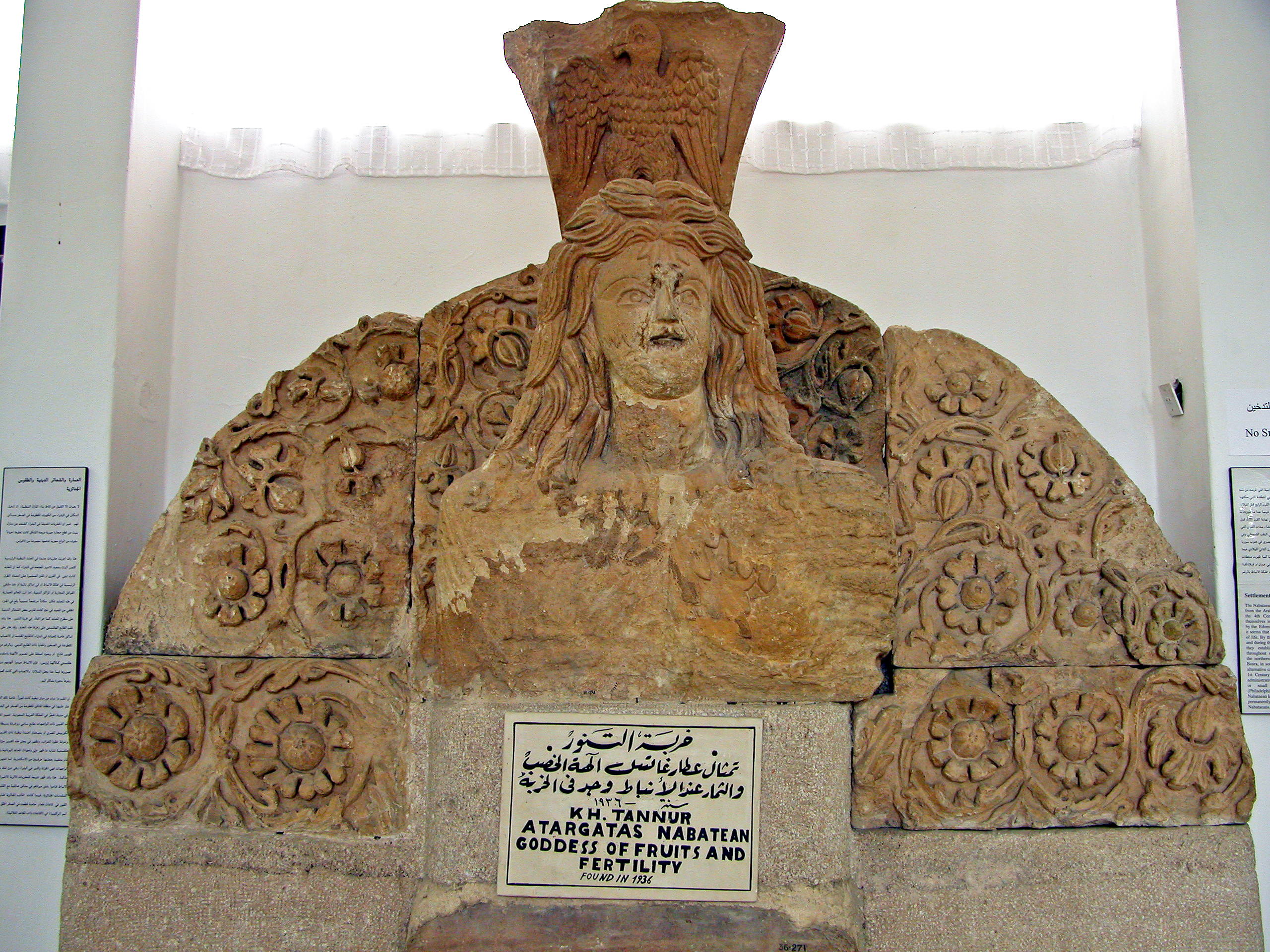
تصوير نبطي للإلهة أترعتا يعود تاريخه إلى عام 100 م. ويعتقد أن النسر الموجود على رأسها هو رمز للإله قوس.

شخص يدعى كوستوباروس الأول ، ويعني اسمه "قوس العظيم"  كان مواطنًا إيدوميًا أصليًا ينحدر من عائلة كهنوتية مرتبطة بهذه العبادة. وقد قام هيرودس بوضع كوستوباروس هذا في قيادة إدوم، فحاول بدعم من كليوباترا انتزاع مملكة يهوذا من حكم هيرودس. ولكي يحشد كوستوباروس الدعم المحلي لانشقاقه، قام بإحياء عبادة قوس القديمة، ربما لاستعطاف سكان الريف في إيدوم، الذين ما زالوا مرتبطين بآلهتها التقليدية. يتكرر الاسم باللغة النبطية في نقش من خربة التنور، حيث يتزامن ظهوره مع الإله ذو الشرى، الذي يتم تمثيله محاطًا بالثيران وجالسًا على العرش، بينما يمسك بيده اليسرى صاعقة متعددة الجوانب، مما يدل على دوره بصفته إلاً للطقس. كما يظهر اسمه أيضًا على مذبح في ممرا الإدومية.
ويظهر اسم الإله قوس في الأسماء المركبة في العديد من الأسماء الإدومية، بما في ذلك أسماء الملك الإدومي قوس ملكو ، أحد أتباع تغلث فلاسر الثالث وكذلك قوس جبار أحد أتباع أسرحدون.

## قوس ويهوه
على عكس الإله الرئيسي للعمونيين (مَلكُم) وإله الموآبيين (كموش)، يمتنع التناخ عن ذكر اسم إله الأدوميين قوس بشكل صريح. يمكن تفسير هذا الإغفال، وفقًا لبعض العلماء، بافتراض وجود أوجه تشابه وثيقة بين يهوه وقوس، مما يجعل رفض قوس أمرًا صعبًا. اقترح علماء آخرون أن التوترات بين اليهود والأدوميين خلال فترة الهيكل الثاني قد تكمن وراء أغفال اسم قوس في الكتاب المقدس.
ثمة عبارة شعرية في سفر القضاة في الكتاب المقدس العبري تقول أن الرب يهوه انطلق من جبل سِعِير في منطقة إدوم.   في الآونة الأخيرة، تم طرح وجهة نظر مفادها أن الرب كان في الأصل إلهًا قينياً (Kenite) انتشرت عبادته شمال مدين إلى بني إسرائيل.  وفقًا لهذا النهج، ربما كان "قوس" لقبًا ليهوه، وليس اسمًا.  هناك نقطة أخرى تربط يهوه بقوس، بصرف النظر عن أصلهما المشترك في تلك المنطقة، وهي أن العبادة الإدومية لقوس تشترك في خصائص يهوه. وهكذا نجد أن دواغ (Doeg) الأدومي ليس لديه مشكلة في عبادة يهوه، إذ يظهر أنه في بيته في المقدسات اليهودية. وكان الختان، وهو طقس يهودي أساسي، يُمارس في إدوم.  بالإضافة إلى ذلك، فإن الدعاء إلى يهوه ليس أمرًا نادراً حيث لا يوجد ذكر لقوس: هناك كسرة فخارية من أواخر القرن التاسع / أوائل القرن الثامن قبل الميلاد في كونتيلت عجرود تبارك متلقيها من قبل "يهوه تيمان، يهوه الجنوبي"، وهو ما اعتبره البعض أنه يشير ضمنًا إلى ذلك، على الأقل من وجهة نظر إسرائيلية، اُعتبرَ قوس ويهوه متطابقين، رغم أنها فكرة غير ثابتة بالضرورة. ومن ناحية أخرى، هناك بعض التناقضات التي تجعل الارتباط المباشر بين الاثنين صعبا. تحديد الأسماء في القائمة المصرية لعشائر الشاسو في سعير يخلق مشكلة بشان قضية استمرارية، حيث أن أسماء قوس لم تظهر إلا بعد حوالي 500 عام.  ادعى عوديد بالابان (Oded Balaban) وإرنست أكسل كناوف (Ernst Axel Knauf) أن بعض الأسماء الموجودة في قوائم الرعامسة الطبوغرافية هي في الواقع مركبة من أسماء الآلهة وتحتوي على إشارات إلى قوس، والتي إن صحت فإنها أقدم شاهد للإله قوس قبل أكثر من 600 عام من شواهد يهوه.

## أنظر أيضا
- قزح